# Recesionizem
Recesionizem je konceptualna umetnost. Je umetniško gibanje, ki podpira iskanje poti za izhod iz recesije na osnovi ustvarjalnega optimizma. Razume recesijsko negotovost, nezaupanje in nestabilnost. Recesionisti vidijo umetnost kot ustvarjalko novega, še ne obstoječega. Umetnost recesionizma črpa pozitivno moč iz domišljije. Statistični podatki, negativne napovedi, odpuščanja in splošna zaskrbljenost recesionistom ne prideta do živega drugače kot ustvarjalno. Iz negativnega odvzamejo deterministično komponento in jo nadomestijo z obetom novega, še ne videnega. Za recesionista sta nujna vera v kreativnost in optimizem do prihodnosti – četudi mračne. Recesionista determinira imperativ »Bo že!«, njihovo temeljno vodilo pri ustvarjanju pa opredeljuje rek »Less is more. More or less.«

## Slog recesionizma
Recesionistično delo ponazarja stanje duha v gospodarski recesiji. Manjka del oprijemljivega, vedno pa ostaja misel. Zanj je značilno, da manjka del »dobrin«, ki smo jih bili vse doslej navajeni. Dela recesionistov ustvarjajo nedefiniran prostor, kamor naj vstopi publika kot sodelavec pri umetniškem delu. V nedoločen prostor gledalec vnese svoje doživljanje novega sveta, pri čemer ga vodita domišljija in nujen optimizem. Da je umetniško delo izpopolnjeno sta tako potrebna dva. Prvotni ustvarjalec in njegov komplement – aktivni gledalec. Ko oba opravita nalogo, lahko govorimo, da se je izpolnilo umetniško delo recesionizma.

## Kdo so recesionisti?
Recesionisti so ljudje, ki pogumno odpirajo prostor za novo. Iz čustvenega ponora, ki ga ustvarja recesija, se rešujejo tako, da v svoje življenje doma in na delovnem okolju vnesejo nujno komponento ustvarjalnosti, ki omogoča videti onkraj negativističnih ekonomskih in socialnih kazalcev. Preboj iz recesije potrebuje aktivne posameznike in združbe – recesioniste.

## Izvor ideje recesionizma
Na predvečer gospodarske recesije se Taktik (takrat Futura PR) odloči razmišljati o tem, kako iz morebitnega težkega gospodarskega položaja priti s čim manj praskami in kako to narediti drugače. Koncept recesionizma Taktiku odgovarja na vprašanje, kako naj iskanje poti iz recesije postane umetnost. Okvir recesionizma pa je tako obsežen kot globalna recesija sama, iz katere kratkoročno ni druge poti, kot skozi ustvarjanje novega. Taktik (takrat Futura PR) je pobudnik in torej korporativni umetnik recesionizma, ki k sodelovanju vabi druge umetnike z željo, da upodobijo svoje refleksije na recesijo.

## Začetniki recesionizma
- Taktik (v času nastanka recesionizma Futura PR)
- Zora Stančič
- Michael Benson
- Vuk Ćosić
- Bojan Gorišek
- Matevž Medja
- Silvester Plotajs Sicoe
- Matej Andraž Vogrinčič
- EnKnapGroup